# Harley-Davidson Model 7D
La Harley-Davidson Modèle 7D de 1911 a été le premier modèle V-twin à succès de Harley-Davidson, instaurant cette configuration de moteur sans interruption jusqu'à ce jour par la motor company de Milwaukee.
En 1909, Harley-Davidson avait sorti quelques modèles (27 exemplaires) avec un V-twin, mais la conception était défectueuse et ils ne réessayèrent que deux ans plus tard.
En 1911, 5 625 Modèle 7Ds furent fabriqués. Le moteur du Modèle 7D était le F-head IOE, en usage jusqu'en 1929. Elle était vendue 300 $US, qui, avec l'inflation représenterait 7879 $US aujourd'hui.
L'allumage se faisait via une magnéto et le moteur était démarré avec des pédales de type vélo. Au lieu d’un embrayage conventionnel, la poulie servant de tendeur de courroie pouvait être déplacée, permettant ainsi à la courroie de transmission en cuir de glisser. Vantant l'efficacité de son pot d'échappement, Harley-Davidson annonçait la 7D, et les autres motos de la compagnie de cette époque, comme "The Silent Gray Fellow" (Le compagnon gris silencieux). Ce dernier surnom était aussi une référence à William S. Harley, qui était connu pour sa personnalité calme.
Un modèle 7D de 1911 de la collection George Pardo devait être mis aux enchères en janvier 2014.
| Un modèle 7A de 1911 à l'exposition The Art of the Motorcycle au Wonders Memphis. Semblable au modèle 7D, mais avec un monocylindre de 494,4 cm3 et une vitesse maximale de 64 km/h. |